# Pierre Michelin (militaire)
Pour les articles homonymes, voir Pierre Michelin (homonymie) et Michelin.
Pierre Michelin, né le 19 novembre 1876 à Commenailles et mort le 17 juillet 1952 à Limoges, est un général français qui a servi durant les grands conflits de la première moitié du XXe siècle.

## Premières années
Pierre Michelin naît le 19 novembre 1876, dans une modeste famille d'exploitants forestiers de la commune jurassienne de Commenailles. Après l'obtention, haut la main, de son certificat d'études primaires, il quitte le foyer paternel pour celui d'un curé, ami de la famille, afin d'y parfaire son éducation.

En 1895, à l'âge de 19 ans, il s'engage au 27e régiment d'infanterie, à Dijon, dans lequel il passe les grades de caporal et de sergent.

En 1899, il entre à l'École Militaire d'Infanterie de Saint-Maixent, dans la promotion Transvaal, de laquelle il sort troisième sur 307.

## Carrière
Son bon classement au concours de l'École Militaire d'Infanterie, lui permet d'intégrer, dès 1900, le 2e régiment de tirailleurs algériens, à Oran, au sein duquel, pendant quatre ans, il vit avec un seul sergent européen, s'initie aux langues arabe et berbère, et se bat aux confins marocains sous le commandement du général Lyautey.
Il obtient, en 1912, le grade de capitaine, et, l'année suivante, la distinction de chevalier de la Légion d’honneur.
De retour en Métropole, il sert dans les Alpes, et notamment au 157e régiment d'infanterie de ligne de Barcelonnette, qu'il mène, à partir du 13 août 1914, jusqu'en Lorraine, à la Grande Guerre.
Le 22 septembre 1914, à l'issue de la bataille de la Chipotte, il est promu chef de bataillon, à titre temporaire.
En 1916, il reçoit la dignité d'Officier de la Légion d'honneur, le grade définitif de commandant, et est promu chef de corps du 43e bataillon de chasseurs à pied, à Langres.
En 1918, il reçoit le commandement du 31e bataillon de chasseurs à pied, de Sélestat.
En 1923, il rejoint le 13e régiment de tirailleurs algériens, au Maroc, au sein duquel il combat, aux côtés du général Lyautey, lors de la guerre du Rif.
À son retour en métropole, en 1926, il reçoit le commandement du 46e régiment d'infanterie, de Fontainebleau. Promu général de brigade en 1930, il se voit confier la direction de l'École Militaire d'Infanterie de Saint-Maixent. Cette tâche lui vaut d'être élevé à la dignité de Grand officier de la Légion d'honneur.
L’Académie française lui décerne le prix Sobrier-Arnould en 1933.
Promu général de division en 1935, il reçoit le commandement de la 23e division d’infanterie de Limoges, puis l'année suivante, promu général de corps d'armée, de la 5e région militaire, à Orléans.
Admis à la retraite en 1938, il est rappelé à son dernier poste, lors de la mobilisation de 1939, jusqu'à la débâcle de 1940, après laquelle il se retire de nouveau de la vie militaire, à Limoges.

## Mort et postérité
Le général s'éteint le 17 juillet 1952, à l'âge de 76 ans, à Limoges, et est inhumé dans son village natal de Commenailles. Il laisse à la postérité deux ouvrages sur la Première Guerre mondiale, intitulés Présents (1932) et Carnets de campagne (1935).

## Sources
- Dossier de Légion d'honneur du général Michelin.
- Prouillet Yann, article "Michelin, Pierre (1876-1952)", Dictionnaire en ligne des témoins de la Grande Guerre, CRID 14-18, 2011.
- Michelin, Pierre, 1914-1918, Présents !, Union Latine d’Édition, 1932, 204 pages, (réed. Lavauzelle, 1937, 178 pages).
- Michelin, Pierre, Carnets de campagne - 1914-1918, Paris, Payot, 1935, 176 pages.